# Хшелиці
Хшелиці (пол. Chrzelice) — село в Польщі, у гміні Біла Прудницького повіту Опольського воєводства.
Населення — 637 осіб (2011).

## Демографія
Демографічна структура станом на 31 березня 2011 року:
|          | Загалом | Допрацездатний вік | Працездатний вік | Постпрацездатний вік |
| -------- | ------- | ------------------ | ---------------- | -------------------- |
| Чоловіки | 292     | 58                 | 202              | 32                   |
| Жінки    | 345     | 73                 | 208              | 64                   |
| Разом    | 637     | 131                | 410              | 96                   |